# Tensed
Tensed – miasto w Stanach Zjednoczonych, w stanie Idaho, w hrabstwie Benewah. Jedna z najmniejszych miejscowości (94 osoby w 2023 r.) w stanie Idaho.